# 중부엘베 S반
중부엘베 S반(독일어: S-Bahn Mittelelbe, 2014년까지는 마그데부르크 S반)은 독일 마그데부르크 및 인접한 작센안할트주 지역의 광역철도 시스템이다. DB 레기오 쥐트오스트에서 엘베잘레철도(Elbe-Saale-Bahn)이라는 이름으로 운영하며, 계약 당사자는 작센안할트 대중교통서비스(Nahverkehrsservice Sachsen-Anhalt GmbH)이다. 독일의 S반 체계에서 단일 노선(S1)으로 운행하는 유일한 노선망이다.

## 역사
1974년 9월 29일 마그데부르크 S반 A선의 칠리츠-마그데부르크-쇠네베크 잘츠엘멘 38 km 구간이 개통했고, 1993년부터 S1로 불렸다. 1974년 이후에 쇠네베크 프로제역, 쇠네베크 남역, 치리츠 오르트역이 개업했다. 바를레버 제 지역의 승강장은 마그데부르크 북부에 있는 바를레버호 I을 위한 승강장으로 5월 초부터 10월 말까지만 열차가 정차했다. 쇠네베크-할덴스레벤 구간은 동독 시기에는 1시간 배차 간격으로 운행했고 V 100형 디젤 기관차와 1량 단축된 S반 객차로 운행했다. 마그데부르크 로텐제역까지는 S반 운임으로 이용할 수 있었으며 마그데부르크 S반의 B선으로 취급받았다.
2007년 12월 9일부터 2014년 12월 13일까지 S1 노선은 평일에만 운행했으며, 주말에는 주간 일부를 제외하고 레기오날반으로 대체되어 운행했다. 2014년 12월 14일부터 쇠네베크 잘츠엘멘-칠리츠 오르트간 운행 간소화를 위하여 비텐베르게 및 슈텐달 방면으로의 레기오날반 노선이 S1 노선에 합쳐졌다. 슈텐달역에서는 승객 승하차 없이 열차 등급이 변경되었다. 그 결과 쇠네베크 잘츠엘멘-칠리츠 오르트간 S1 노선은 평일에는 30분 간격, 주말에는 7년만에 1시간 간격으로 운행을 재개했다. 교외 지역으로 연장되면서 마그데부르크 S반이라는 이름이 중부엘베 S반으로 변경되었다.
2015년 12월 13일부터 슈텐달역에서의 열차 등급 교체가 중지되었으며, 비텐베르게역까지 S반으로 운행하게 되었다. 평일 아침에는 칠리츠-슈텐달간 추가로 열차 2편성이 운행하여 배차 간격을 30분으로 단축했다. 일부 열차는 슈텐달역에서 잘츠베델 방면 RB 32 노선과 합쳐지며 슈텐달역에서 등급이 변경된다. 출퇴근 시간에는 장거리 열차 환승 목적으로 급행 S1X 노선이 마그데부르크-비텐베르게 간을 운행한다.

## 과거의 운임

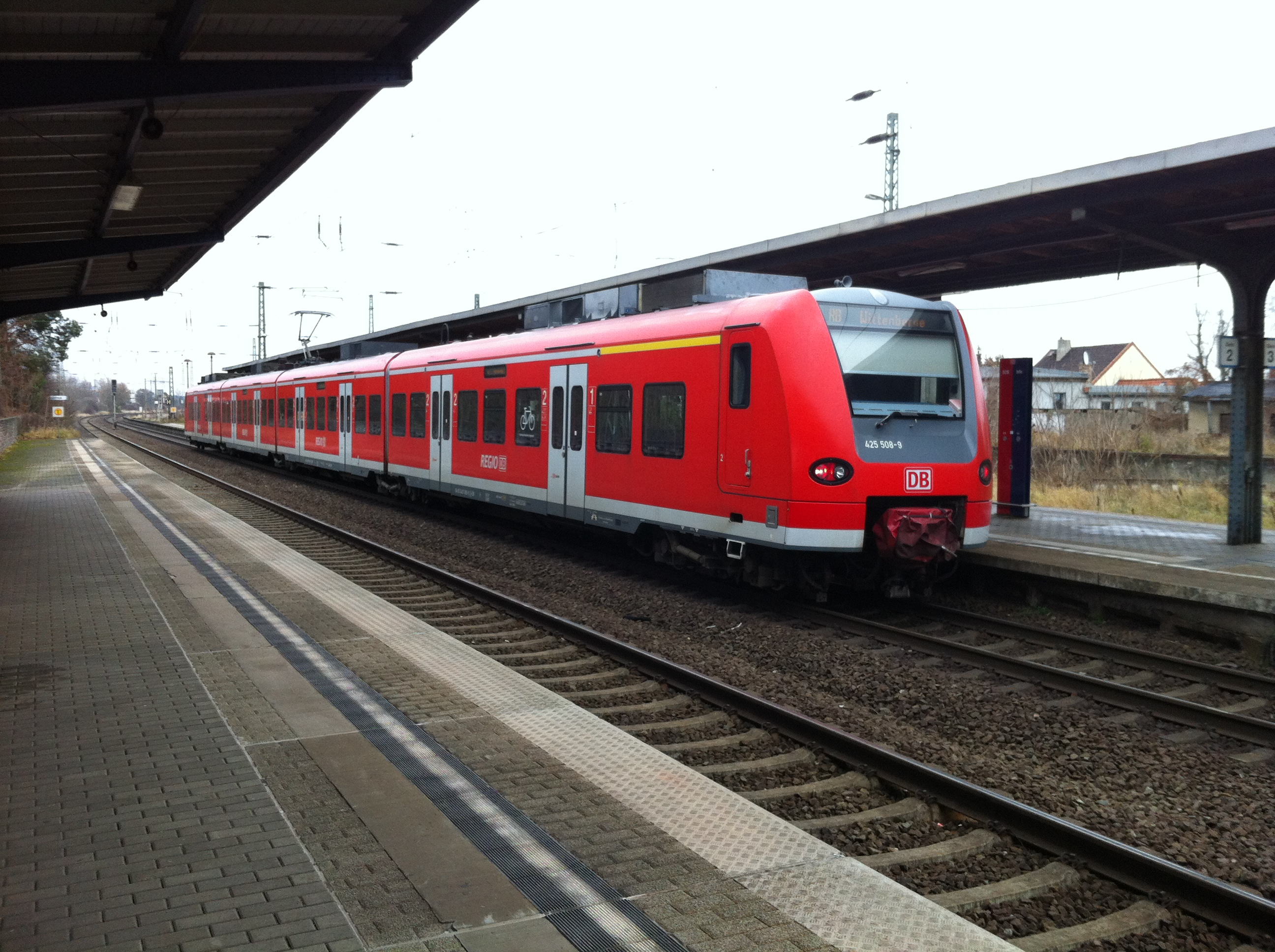
볼미르슈테트역의 425형 열차

마그데부르크 S반 및 S반과 같은 구간을 운행하는 지역간 열차는 2010년 12월 12일 마그데부르크 지역 교통조합(Magdeburger Regionalverkehrsverbund, marego) 출범 이전까지는 과거 독일국영철도의 S반 운임과 유사한 특별 S반 운임이 적용되었다. 과거에는 베를린 S반, 드레스덴 S반, 에르푸르트 S반, 라이프치히/할레 S반, 로스토크 S반에 유사한 운임 제도가 있었다. 마그데부르크와는 다르게 대부분 지역에는 교통조합이 빠르게 도입되었고 에르푸르트는 S반 운영이 중단되었다.
마그데부르크 S반 운임은 연방 평균보다 더 저렴했다. 거리비례제가 아닌 구간요금제를 사용했다. 총 3개 구간이 있었다.
- 북부 구간(Tarifzone Nord), 칠리츠, 볼미르슈테트
- 도심 구간(Tarifzone Stadt), 마그데부르크
- 남부 구간(Tarifzone Süd), 쇠네베크

도심 구간은 운임 계산 시 2개 구간으로 간주되어 총 4가지 구간이 있었다. 마그데부르크 S반에는 1회권 외에도 다회권, 주간권, 월간권이 있었으나 1일권은 없었다. 이외에도 마그데부르크 노이슈타트-마그데부르크 헤렌크루크 구간에도 S반 운임이 적용되었다.
마그데부르크에서 S반과 시내 교통을 갈아타는 이용자를 위하여 S반 요금과는 별도의 마그데부르크 교통공사(Magdeburger Verkehrsbetriebe)에서 관리하는 MUM 운임(Magdeburg-Umland-Tarif)이 있었다. 완전한 교통조합이 아닌 정기권으로만 제공되는 운임이었다. 따라서 1회권 이용자는 환승할 때마다 새로운 승차권이 필요했다.

## 차량
동독 시기 마그데부르크 S반은 LOWA E5 객차로 운행했다. 1990년 이후에는 2층 객차가 운행했다. 현재는 425형 전동차가 운행 중이다. 2015년 개수 공사에서 좌석, 접이식 책상, 전기 콘센트, 승객 안내 개선이 진행되었다.

## 계획
작센안할트주 2005년 대중교통 계획에서는 2010년부터 2015년 내지 2025년까지 S반 노선을 여러 개 도입할 예정이었다. 당시 작센안할트주 교통부 장관 카를하인츠 데레(Karl-Heinz Daehre)가 이 방안을 추진했다. 로부르크 방면 철도 노선 운행을 중단하고 계획이 변경되면서 1개 노선으로만 운행하게 되었다. 체르프스트-데사우간 RB 42 노선은 중부독일 S반으로 편입되었다.
향후 S반 노선으로 전환될 가능성이 있는 노선은 S1/RB40(브라운슈바이크-마그데부르크 부르크)이다. 랑겐베딩겐(오셔슬레벤 방면 RB 대체) 및 할덴슬레벤 방면 노선도 S반으로 편입될 가능성이 있다. 향후 S반 노선 계획은 마그데부르크-탈레선 및 외비스펠데-마그데부르크선의 개선 공사에 의존하며 전철화 이전까지는 디젤 동차로 운행해야 한다.